# Kasuba János
Kasuba János (Szarvas, 1938. január 4. –) magyar agrármérnök, politikus, országgyűlési képviselő.

## Életpályája

### Iskolái
Az általános és a középiskolát Szarvason végezte; 1956-ban érettségizett a Tessedik Sámuel Mezőgazdasági Technikumban. 1957–1961 között a Keszthelyi Agrártudományi Egyetem hallgatója volt. 1965–1966 között a Gödöllői Agrártudományi Egyetem mérnök-tanárképző szakán tanult. 1967-ben Szolnokon könyvelői képesítést is szerzett. 1974-ben Gödöllőn agrár-közgazdasági témájú disszertációjával egyetemi doktori fokozatot szerzett.

### Pályafutása
1956–1957 között a Szarvasi Állami Gazdaságban állattenyésztési brigádvezető volt. 1961–1964 között a kengyeli Dózsa Mezőgazdasági Termelőszövetkezet főállattenyésztője volt. 1964–1967 között a Törökszentmiklósi Járási Tanács főagronómusa volt. 1967-ben Karcagra költözött. 1967–1974 között a Termelőszövetkezetek Karcagi Területi Szövetsége (TESZÖV) főagronómusa volt. 1975–1993 között a karcagi Magyar-Bolgár Barátság Mgtsz. elnöke volt. 

### Politikai pályafutása
1966–1989 között az MSZMP tagja volt. 1974–1975 között az MSZMP Karcagi Városi Bizottságának gazdasági titkára volt. 1990-ben az Agrárszövetség – Nemzeti Agrár Párt országgyűlési képviselőjelöltje volt. 1992 óta az MSZP tagja. 1994–1998 között országgyűlési képviselő (Karcag, MSZP) volt. 1994–1998 között a Külügyi bizottság tagja volt. 1994–2002 között a Jász-Nagykun-Szolnok Megyei Közgyűlés tagja volt. 1998-ban az MSZP országgyűlési képviselőjelöltje volt. 2006-ban polgármesterjelölt volt.

## Családja
Szülei: Kasuba András (1910–?) és Laluska Zsuzsanna (1908–1990) voltak. 1978-ban Sárospatakon házasságot kötött Gyurcsák Veronika tanárnővel. Gyermekei: János (1964), Árpád (1968) és Ádám (1979).

## Díjai
- a Mezőgazdaság Kiváló Dolgozója
- Munka Érdemrend bronz fokozata
- Munka Érdemrend ezüst fokozata
- Munka Érdemrend arany fokozata